# Hortlax
Hortlax (på finsk/meänkieli: Hurttalahti) er en by i Piteå kommune, Norrbottens län, Norrbotten i Nordsverige.